# برونو مارتلوتو
برونو مارتلوتو (انگلیسی: Bruno Martelotto؛ زادهٔ ۳ نوامبر ۱۹۸۲) بازیکن فوتبال اهل آرژانتین است.
از باشگاه‌هایی که در آن بازی کرده‌است می‌توان به باشگاه فوتبال پانتولیکوس اشاره کرد.